# Walter J. Ong

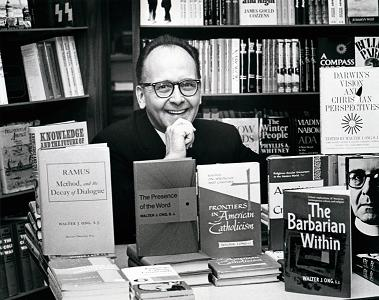
Walter J. Ong

Walter Jackson Ong, S.J. (* 30. November 1912 in Kansas City, Missouri; † 12. August 2003 in St. Louis, Missouri) war amerikanischer Geistlicher (katholisch), Literaturwissenschaftler und Medientheoretiker.

## Leben und Werk
Ong studierte Literaturwissenschaft (Latein) und erhielt 1933 seinen Bachelor am Rockhurst College, seinen Master 1941 an der von Jesuiten geführten Saint Louis University in St. Louis, Missouri. Später machte er noch Abschlüsse in Philosophie und Theologie. 1935 trat er der Gesellschaft Jesu (Jesuiten) bei, 1946 wurde er zum römisch-katholischen Priester geweiht. Er promovierte 1955 in Literaturwissenschaften (über Petrus Ramus) an der Harvard University und lehrte ab 1959 an der Saint Louis University englische und französische Literatur sowie später Psychologie.
Ong zählte seit den 1950er Jahren zu den prominentesten Intellektuellen in den USA. 1971 wurde er in die American Academy of Arts and Sciences gewählt.
In Ongs medientheoretischem Hauptwerk Oralität und Literalität (1982) ist die zentrale These, dass die Erfindung der Schrift dem Menschen nicht bloß ein technisches Hilfsmittel geliefert, sondern der Eintritt in die Schriftlichkeit die menschlichen Denkweisen – und die damit verbundenen kulturellen und gesellschaftlichen Muster – grundlegend und nachhaltig umstrukturiert habe.

## Publikationen
- 1982: Orality and literacy: The technologizing of the word. New York (englischsprachige Rezension)
  - Oralität und Literalität. Die Technologisierung des Wortes, Westdeutscher Verlag, Opladen 1987, ISBN 3-531-11768-8.
- 1967: The Presence of the Word: Some Prolegomena for Cultural and Religious History, Yale University, ISBN 0-300-09973-8.
- 1958: Ramus, method and the decay of dialogue: From the art of discourse to the art of reason. Cambridge
- 1957: Frontiers in American catholicism. New York